# Perreux (Yonne)
Perreux korábbi község (település) Franciaországban, Saône-et-Loire megyében. 2016. január 1-jén további 13 korábbi községgel egyesült és azokkal együtt Charny Orée de Puisaye új község része lett.
Lakosainak száma 337 fő (2018. január 1.). Perreux Prunoy, La Ferté-Loupière, Grandchamp, Saint-Denis-sur-Ouanne, Saint-Martin-sur-Ouanne, Sommecaise és Charny községekkel határos.

## Népesség
A település népességének változása:
| Lakosok száma | 369  | 333  | 286  | 267  | 251  | 306  | 335  | 351  | 339  | 337  |
|               | 1962 | 1968 | 1975 | 1982 | 1990 | 2008 | 2013 | 2015 | 2017 | 2018 |